# Jessica Green

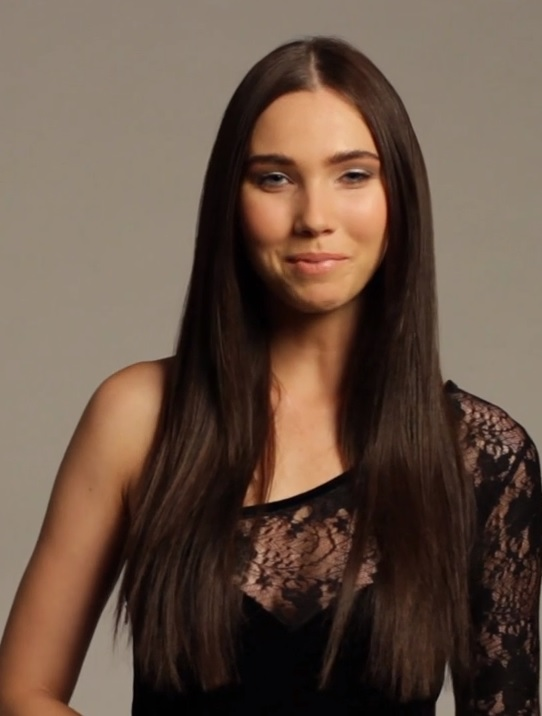
Jessica Green bei einem Fotoshooting im Jahr 2012

Jessica Green  (* 11. Februar 1993 in Tasmanien) ist eine australische Schauspielerin und Model.

## Leben und Karriere
Jessica begann ihre Modelkarriere im Alter von 14 Jahren und wurde später zum Gesicht und zur Botschafterin vieler führender australischer Marken wie Lorna Jane, Triumph Australia, Cellini, Sin Brillen und Oscar Oscar Friseure. Der Durchbruch gelang ihr mit der Rolle der Kiki in der Serie Alien Surfgirls, ihrer ersten Hauptrolle. Zuvor hatte sie bereits in einigen Filmen und Fernsehserien in kleinen Nebenrollen mitgewirkt. In Pirates of the Caribbean: Salazars Rache, dem 2017 erschienenen fünften Teil der Pirates-of-the-Caribbean-Reihe, übernahm sie eine kleine Nebenrolle. Von 2018 bis 2021 spielte sie die Hauptrolle der Talon in der Fantasyserie The Outpost.

## Filmografie (Auswahl)
- 2012: Alien Surfgirls (Lightning Point, Fernsehserie, 26 Episoden)
- 2014: Rise
- 2016: Red Billabong
- 2017: Dirty, Clean, & Inbetween (Fernsehfilm)
- 2017: Pirates of the Caribbean: Salazars Rache (Pirates of the Caribbean: Dead Men Tell No Tales)
- 2018: Das Römische Reich (Roman Empire, Fernsehserie, 5 Episoden)
- 2018: Ash vs Evil Dead (Fernsehserie, Episode 3x10)
- 2018: Stage Mums (Fernsehserie, Episode 1x02)
- 2018–2021: The Outpost (Fernsehserie, 49 Episoden)
- 2019: Cino
- 2023: FBI: International (Fernsehserie, Episode 2x10)
- 2023: Devil Beneath
- 2023: Air: Der große Wurf (Air)
- 2023: Mein Einhorn Sparkle (Sparkle: A Unicorn Tale)
- 2025: The Librarians – The Next Chapter